# John Klauder

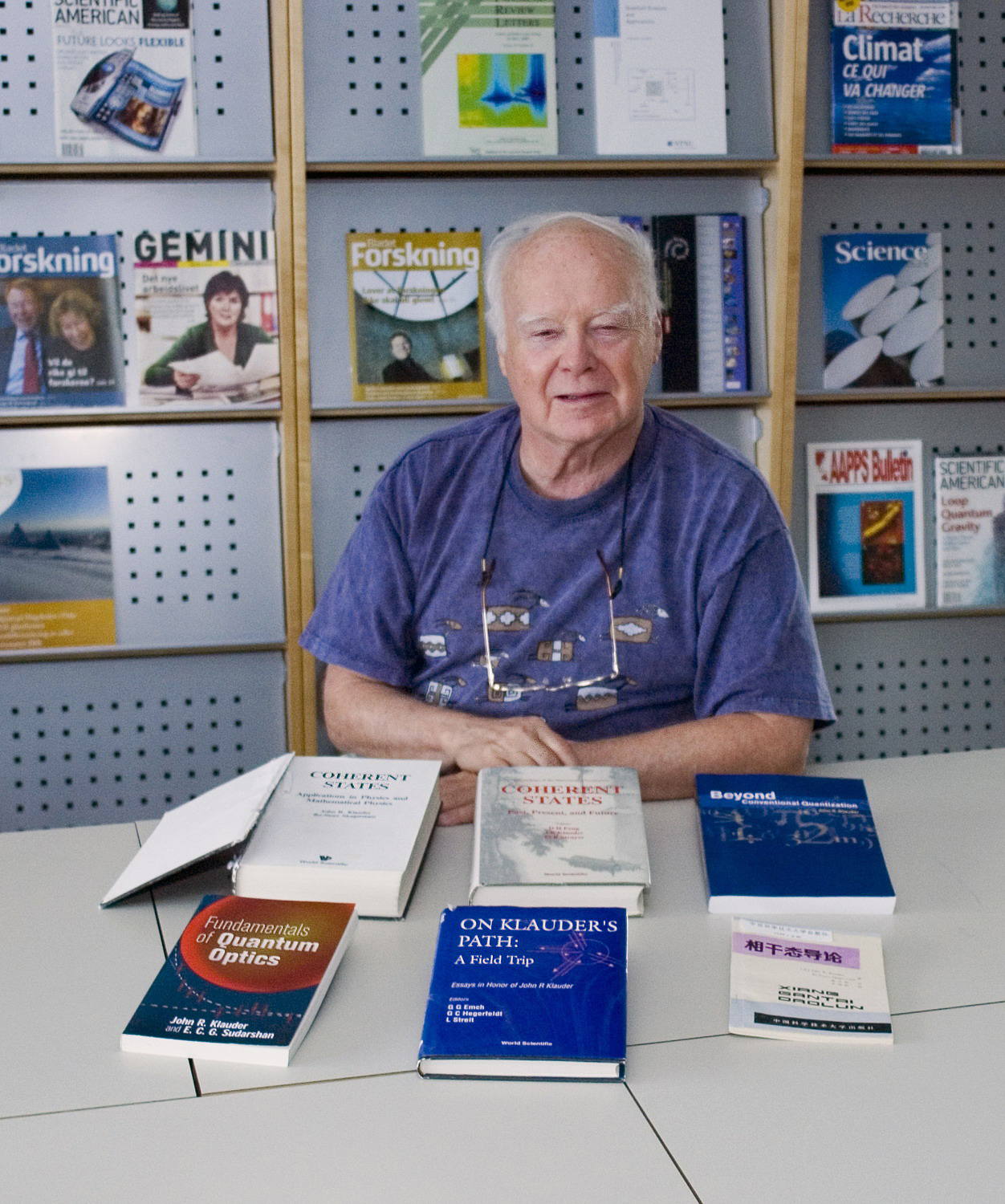
John Klauder

John R. Klauder (* 24. Januar 1932 in Reading, Pennsylvania; † 24. Oktober 2024 in Briarcliff Manor, New York) war ein US-amerikanischer theoretischer Physiker.

## Leben und Wirken
Klauder studierte an der Universität Berkeley, am Stevens Institute of Technology und an der Princeton University, wo er 1957 seinen Master-Abschluss machte und 1959 bei John Archibald Wheeler promovierte. Von 1953 bis 1988 war er Mitglied der Bell Labs in Murray Hill in New Jersey, wo er ab den 1960er Jahren die Abteilung für Theoretische Physik und das Festkörper-Spektroskopie-Labors leitete. Klauder hatte Gastprofessuren an der Syracuse University (1967/68), der Rutgers University (1965), an der University of Texas (1982), am Bryn Mawr College, an der Gakushuin University in Tokio, in Oslo, am IHES, der Universität Paris und der Universität Bern (1961/62, 1980, 1996). Ab 1988 war er Professor für Physik und Mathematik an der University of Florida in Gainesville. 1986 lehrte er am Institute for Advanced Study in Princeton.
An den Bell Labs beschäftigte Klauder sich unter anderem mit der Radar-Technologie und entwickelte die chirp pulse compression-Methode, die auch weiterhin in Radar- und Sonarsystemen Anwendung findet. Klauders bekannteste Arbeiten sind die Einführung kontinuierlicher Darstellungen in die Quantenmechanik, insbesondere mittels kohärenter Zustände z. B. in der Quantenoptik (1960 1963). Das geschah noch vor und unabhängig von Roy Glauber, der ihnen den Namen gab. Er beschäftigte sich auch mit alternativen Quantisierungsmethoden, insbesondere Pfadintegralen, und der Quantisierung der Gravitation.
Klauder war Herausgeber des Journal of Mathematical Physics und Präsident der International Association of Mathematical Physics (1991–1993). 2006 erhielt er die Lars-Onsager-Medaille in Oslo. Er war Auwärtiges Mitglied der .
Heinrich Leutwyler ist einer seiner Schüler.

## Veröffentlichungen (Auswahl)
- mit E. C. G. Sudarshan: Fundamentals of Quantum Optics. Dover 2006, 1968, ISBN 0-486-45008-2.
- Beyond conventional quantization. Cambridge University Press, 1999, ISBN 0-521-25884-7.
- mit B. Yurke, S. L. McCall: SU(2) and SU(1,1) interferometers. In: Phys. Rev. A. Band 33, Nr. 6, 1986, S. 4033.
- mit B. S. Skagerstam: Coherent States – applications in physics and mathematical physics. World Scientific, 1985, ISBN 978-981-4415-11-8.
- Continuous‐representation theory. I. Postulates of continuous‐representation theory. In: J. Math. Phys. Band 4, Nr. 8, 1963, S. 1055–1058. und Continuous‐Representation Theory. II. Generalized Relation between Quantum and Classical Dynamics. In: J. Math. Phys. Band 4, Nr. 8, 1963, S. 1058–1073.
- mit A. C. Price, S. Darlington, W. J. Albersheim: The theory and design of chirp radars. In: Bell System Technical Journal. Band 39, Nr. 4, 1960, S. 745–808.
- The action option and a Feynman quantization of spinor fields in terms of ordinary c-numbers. In: Ann. Phys. Band 11, Nr. 2, S. 123–168.